# ديفيد بدر (لاعب كرة قدم)
ديفيد بدر هو لاعب كرة قدم سويسري في مركز الدفاع، ولد في 1969. لعب مع FC Wangen bei Olten ‏.